# Tanna (genre)
Pour les articles homonymes, voir Tanna.
Genre
Tanna est un genre d'insectes hémiptères de la famille des Cicadidae (cigales), de la sous-famille des Cicadinae, de la tribu des Cicadini.

## Dénomination
Le genre Tanna a été décrit par l'entomologiste britannique William Lucas Distant en 1905.

## Liste des espèces
Selon BioLib (25 mai 2025) :
- Tanna abdominalis (Kato, 1938)
- Tanna aquilonia Lee & Lei, 2014
- Tanna auripennis Kato, 1930
- Tanna bakeri Moulton, 1923
- Tanna bhutanensis Distant, 1912
- Tanna conyla (Chou & Lei, 1997)
- Tanna fengi Wang, 2024
- Tanna harpesi Lallemand & Synave, 1953
- Tanna infuscata Lee & Hayashi, 2004
- Tanna insignis Distant, 1906
- Tanna ishigakiana Kato, 1960
- Tanna japonensis (Distant, 1892)
- Tanna karenkonis Kato, 1939
- Tanna kimtaewooi Lee, 2010
- Tanna ornata Kato, 1940
- Tanna ornatipennis Esaki, 1933
- Tanna pallida Distant, 1906
- Tanna puranoides Boulard, 2008
- Tanna sayurie Kato, 1926
- Tanna shensiensis (Sanborn, 2006)
- Tanna simultaneous (Chen, 1940)
- Tanna sinensis (Ouchi, 1938)
- Tanna sozanensis Kato, 1926
- Tanna taipinensis (Matsumura, 1907)
- Tanna tairikuana Kato, 1940
- Tanna viridis Kato, 1925
- Tanna yunnanensis (Lei & Chou, 1997)